# Jörgen Smit

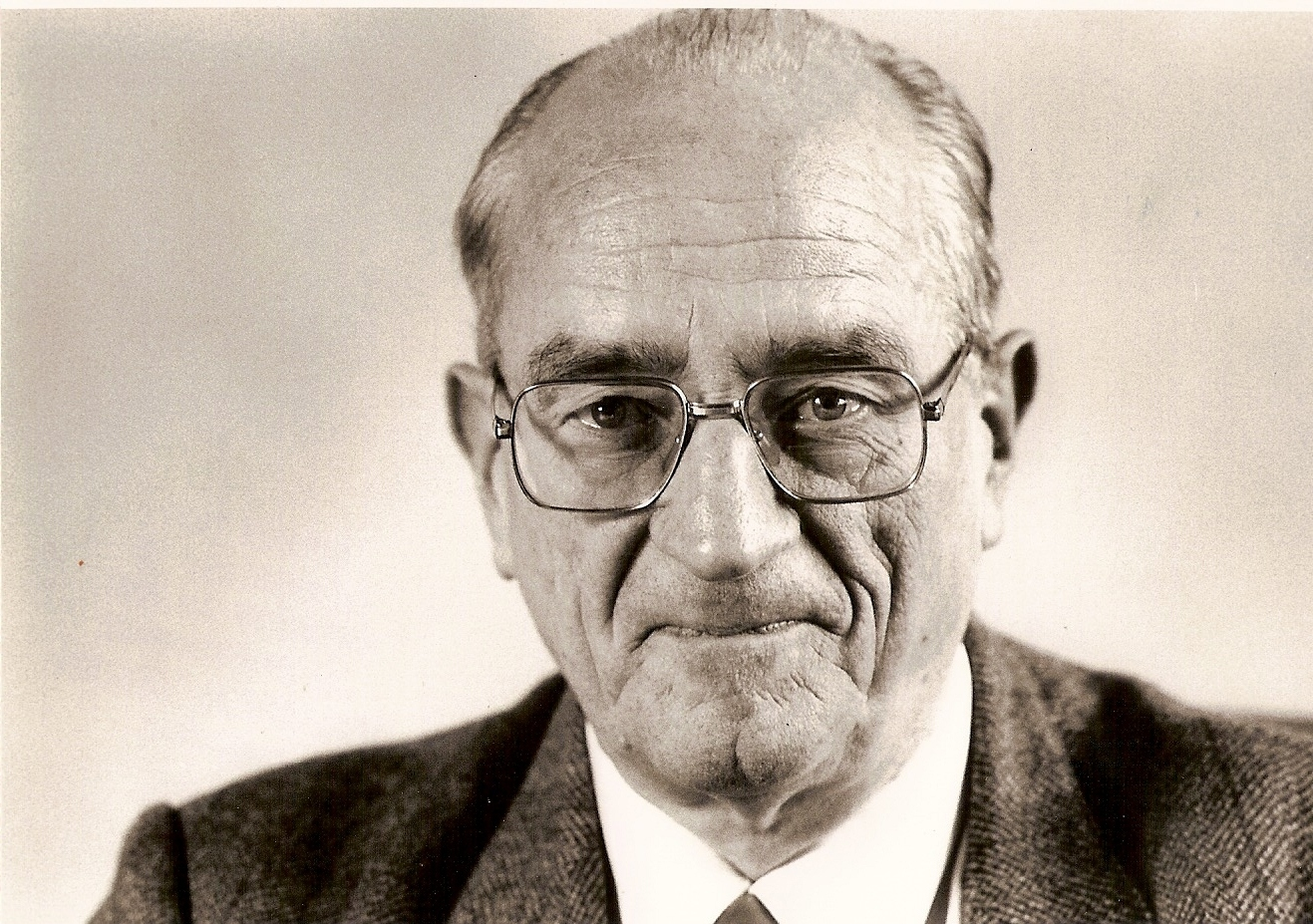
Jörgen Smit 1983

Jörgen Smit (Bergen, 21 de julho de 1916 - Arlesheim, 10 de maio de 1991) foi um professor norueguês, docente de escola superior, orador e publicista, em especial nos contextos do movimento pedagogia Waldorf e da Sociedade Antroposófica. Atuou como secretário geral da Sociedade Antroposófica na Noruega, como co-fundador do seminário “Rudolf Steiner-Seminariet“ em Järna/Suécia, e como membro da diretoria da Sociedade Antroposófica Geral no Goetheanum (Dornach/Suíça). 

## Biografia
Jörgen Smit cresceu como segundo de sete filhos em Bergen e mais tarde em Oslo/Noruega. Estudou filologia clássica em Oslo e Basileia, com língua grega antiga como matéria principal. Trabalhou de 1941 a 1965 como professor na Escola Rudolf Steiner de Bergen. Além de sua atuação como professor, ainda jovem se tornou um palestrante, abordando uma temática ampla, porém especialmente no âmbito da antroposofia e da pedagogia Waldorf. De 1966 a 1975 atuou decisivamente na estruturação do seminário “Rudolf Steiner-Seminariet“ em Järna/Suécia, integrando nele um seminário local para professores Waldorf. Em cooperação com o artista Arne Klingborg, o arquiteto Erik Asmussen e o empresário Åke Kumlander criou, no mesmo local e dentro de poucos anos, um centro antroposófico de maior âmbito.
Em 1975 foi convocado para membro da Diretoria da Sociedade Antroposófica Geral no Goetheanum (Dornach/Suíça), onde, além da sua atuação na Diretoria geral, passou a dirigir a “Seção de Jovens” e mais tarde também a “Seção de Pedagogia” da Escola Superior de Ciência Espiritual. Mais da metade das 4889 palestras proferidas em sua vida foi realizada nos 16 anos que passou em Dornach, até seu falecimento em 1991. Como cicerone realizou viagens em todos os continentes, ainda que principalmente na Europa. A maior parte de suas obras publicadas baseiam-se em palestras que passaram por uma revisão.

## Jörgen Smit no Brasil
Em 1983 e 1985 Jörgen Smit atendeu a convites para fazer conferências na América do Sul. Viajou pelo Brasil, Peru, Uruguai, Equador, pela Argentina, e em diversas localidades destes países visitou iniciativas inspiradas pela Antroposofia, dando palestras e participando de reuniões e discussões de aconselhamento. No Brasil proferiu no total 35 palestras, tanto no Rio de Janeiro como em São Paulo e em Juiz de Fora.

## Obras publicadas (em português)
- Meditação e experiência com o Cristo, Editora Antroposófica, São Paulo, 1996, ISBN 85-7122-087-5
- O Ser Humano em Devir. Aprofundamento meditativo do educar, Federação de Escolas Waldorf do Brasil, São Paulo, 2003

## Obras publicadas (outras linguas)
- ver Bibliografia completa

## Literatura
- Necrológio em: O que ocorre na Sociedade Antroposófica, 25/1991
- Jörgen Smit. Em: Anthroposofia no século XX. Um impulso cultural através de retratos biográficos. Editora „Verlag am Goetheanum“, Dornach 2003, ISBN 3-7235-1199-6

## Nota
1. ↑  Ortografia norueguesa: Jørgen. Em passaportes mais antigos também consta Jørgen Faye Smit; segundo convenção de nomenclatura na Noruega, Faye é o sobrenome materno.